# Mand kan tæmmes
Mand kan tæmmes er en amerikansk stumfilm fra 1919 af Sidney Franklin.

## Medvirkende
- Norma Talmadge som Josephine Mowbray
- Thomas Meighan som  Harrison Wade
- Florence Billings som Nina Stockley
- Alec B. Francis som Huntley McMerton
- Walter McEwen som  Peter Marr